# Rashid Hussein
Pour les articles homonymes, voir Hussein.
Rashid Hussein Mahmoud (ou Rāshid Ḥusayn, ou Rasched Hussein, en arabe : راشد حسين, né en 1936 et mort le 2 février 1977) était un poète, un orateur, un journaliste et un traducteur palestinien. Il est né à (en) Musmus (مُصمُص) en Palestine mandataire. Il a publié son premier recueil en 1957. Il fut le premier poète remarquable à apparaître sur la scène arabe israélienne. Le poète palestinien Mahmoud Darwish a écrit à son sujet :  
« immense comme un chant du littoral, et triste  
il nous rendait visite comme une épée de pampre. Il s'en  

allait comme les conclusions d'une prière » 

## Biographie

### Enfance, formation et début de carrière
Hussein est né dans une famille de fellahin musulmans à Musmus en 1936, dans le nord de la Palestine, quand celle-ci était sous mandat britannique. Il déménage avec sa famille à Haïfa en 1944, puis revient à Musmus en 1948 à cause de la guerre. Il suit les cours à l'école élémentaire de Umm al-Fahm, une ville proche de son village natal ; puis à Nazareth, où il obtient son diplôme de fin de scolarité.
Hussein ne se définit pas lui-même comme un « bon musulman », puisqu'il écrit en 1961 : « Je ne prie pas et je ne vais pas à la mosquée et je sais qu'en cela je désobéis à la volonté de Dieu... des milliers de gens comme moi appliquent les préceptes de l'islam avec négligence. Mais cette multitude désobéissante n'a pas gardé le silence à propos de ce que nos pieux juges, qui prient et jeûnent, ont tu. »
En 1955, il travaille comme enseignant à Nazareth, une carrière que le critique israélien Emile Marmorstein a décrite comme « stormy » (orageuse). Il enseigne à des Arabes pauvres et d'origine rurale dans des écoles délabrées et dépourvues de manuels scolaires dignes de ce nom. Pendant cette carrière d'enseignant, il est en conflit permanent avec les inspecteurs sionistes de l'éducation israélienne et avec la section arabe du syndicat national des enseignants. Sa carrière dure trois ans, puis il est licencié en raison de ses activités politiques.

### Carrière littéraire
Il commence sa carrière de poète dès 1952. Il publie deux ans plus tard, à l'âge de vingt ans, son premier recueil. En 1957, il publie un petit volume intitulé Ma'a al-Fajr (« Avec l'aube »), qui s'ouvre par un poème intitulé « À un poète juif ». En 1958, il devient directeur littéraire d'Al Fajr, un mensuel arabophone de la Histadrout, le principal syndicat de travailleurs israélien. Le nom du magazine est inspiré du titre de son premier livre. Il est aussi rédacteur pour les hebdomadaires Al Musawwar et Al-Mirsad. Il écrit pour Al-Ittihad sous le pseudonyme « Abu Lyas ».
Le critique juif irakien Eliahu Khazum décrit alors Hussein comme « le poète arabe le plus prometteur d'Israël », « le seul qui s'intéresse à l'étude de l'hébreu », et qui a surpris un public d'écrivains juifs et arabes en « récitant le premier poème qu'il avait écrit en hébreu ». Cette année-là, il publie un autre volume en arabe intitulé Sawarikh (« Missiles »).
En 1959, il a traduit de nombreux poèmes de l'arabe en hébreu et vice versa ; il a aussi traduit en arabe les œuvres du poète allemand Bertolt Brecht, du poète turc Nâzım Hikmet, du leader congolais Patrice Lumumba et du poète perse Ashub (connu aussi sous le nom de Taleb Amoli).

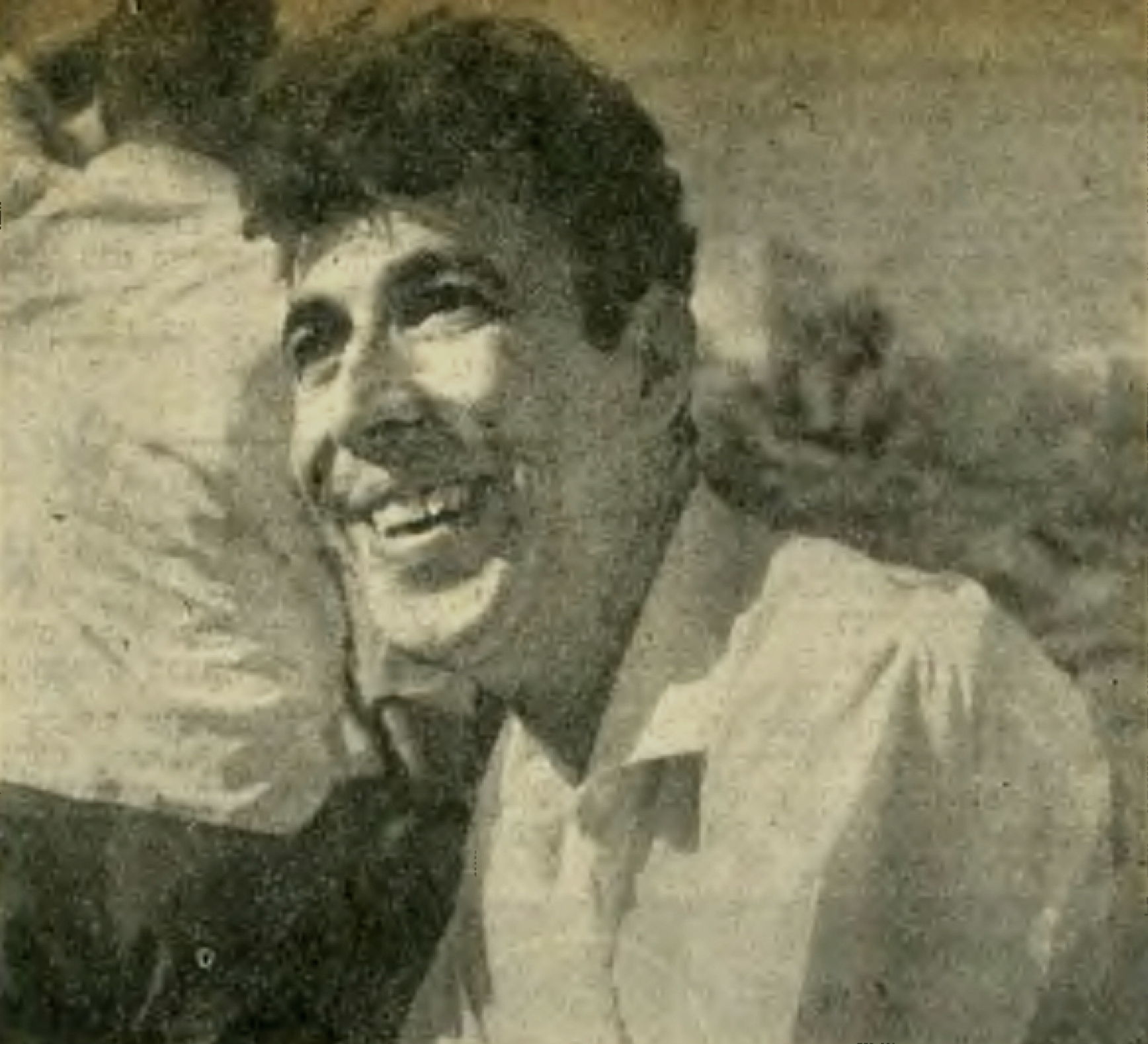
Rashid Hussein, Musmus 1964

Hussein était en même temps membre du parti marxiste israélien Mapam, dont il publiait l'hebdomadaire social Al-Mirsad. Au printemps 1961, Al-Mirsad devint un quotidien, mais peu après les élections à la Knesset d'août 1961, il revint à son format hebdomadaire. La parution de Al Fajr et Al Musawwar fut interrompue en 1962 par manque de fonds, mais le premier paraît à nouveau en 1964. À cette période, Hussein commence à traduire de l'hébreu en arabe les œuvres du poète israélien Hayim Nahman Bialik. Leur parution ast annoncée à la radio israélienne : « Cette traduction de Bialik  est  le  fruit  du  travail  de  Rashid  Hussein, poète  et  journaliste  arabo-israélien célèbre». Elle témoigne de l'intérêt de Hussein pour la culture israélienne.
Hussein a collaboré avec le poète juif Nathan Zach comme co-éditeur et traducteur de Palms and dates (النخل و التمر), une anthologie de chants folkloriques arabes. Dans la préface, publiée peu de temps après la Guerre des Six jours en 1967, ils remarquent avec nostalgie la différence entre le passé - « jours de plus grand libéralisme et d'empathie » et le présent - « jours de haine et de violence ». De plus, ils expriment leur espoir que cette anthologie favorise le dialogue entre les communautés et la valorisation de la littérature de chacune de leurs cultures.
Son troisième livre de poèmes paraît en 1976. Anā al-arḍ .. lā taḥrimīnī al-maṭar ( « Je suis la terre, ne me prive pas de pluie ») est illustré par Mona Sa'udi.

### Activisme politique
Hussein a écrit que l'humiliation, la discrimination et l'arbitraire des décisions caractérisaient la condition arabe entre les mains de l'État d'Israël. Il a souvent critiqué David Ben Gourion, plusieurs gouvernements israéliens, les échelons supérieurs de la bureaucratie, et les Arabes qu'il tient pour des collaborateurs des autorités. Dans le même temps, il appelle ses « compatriotes juifs », particulièrement ceux des partis de travailleurs, à adhérer aux principes universels de leurs mouvements progressistes et à combattre l'inégalité que les Arabes subissent en Israël.
Alors que la plupart des écrits de Rashid Hussein étaient en accord avec l'idéologie du Mapam, il s'est nettement désolidarisé de cette ligne politique en soutenant publiquement le président égyptien panarabiste Gamal Abdel Nasser. Il a accusé le service arabophone de la radio La Voix d'Israël d'avoir un parti-pris contre Nasser, et d'être favorable aux rivaux arabes de Nasser, y compris Abd al-Karim Qasim en Iraq, Habib Bourguiba en Tunisie et la famille royale saoudienne. Il avance qu'à l'inverse de tous les opposants précédents au sionisme, Nasser a été le seul à permettre un développement de son pays, combattant l'impérialisme et faisant des avancées vers l'unité du monde arabe. En tant que parti sioniste, le Mapam s'est opposé à toutes les figures arabes mentionnées ci-dessus. Aux élections de 1959 à la Knesset, le conflit entre Nasser et Qasim fut un sujet majeur de débat au sein de la communauté arabe israélienen, divisant les supporteurs nationalistes arabes de Nasser et les sympathisants communistes de Qasim. Les articles d'Hussein dans Al-Fajr condamnent Qasim et font l'éloge de Nasser, si bien que l'un de ces articles apparut dans l'hebdomadaire égyptien Akher Sā'a.
Hussein a décrié la morale de ceux de sa génération qui souhaitaient simplement vivre leur vie au lieu de combattre pour leurs droits. Cependant, il n'a pas seulement reproché ce qu'il perçoit comme soumission et absence d'ambition politique seulement à la jeunesse arabe elle-même, mais aussi à l'environnement dans lequel elle a grandi, beaucoup d'entre eux ayant vécu pendant la guerre israélo-arabe de 1948 et l'exode palestinien. Selon Hussein, les États arabes voisins ont réagi au malheur des Palestiniens ont remettant en place leur ancienne domination. Toutefois, dans le cas des Arabes d'Israël, l'ancien leadership fut restauré pour contrôler la communauté arabe au nom de l'État.
En 1962, Hussein fut exclu du Mapam, et sa candidature pour enseigner à nouveau a été rejetée. En 1965, Hussein déménage à Paris et, deux ans plus tard, il devient membre de l'Organisation de Libération de la Palestine (OLP), dont il fut nommé, au bureau de New-York, comme traducteur hébreu-arabe. Il partit à Damas pour quatre ans, où il a participé à la mise en place de (en) al-Ard (« la terre »), connu aussi sous le nom de Centre de Recherche Palestinien, un mouvement politique palestinien. En 1973, il sert en tant que présentateur dans le programme en hébreu sur le service de radio syrien. Ensuite, il repart pour New-York pour servir comme correspondant de l'agence de presse de l'OLP (WAFA).

## Fin de vie et postérité
Hussein a épousé une Juive. Mais, loin de son pays natal, il s'adonne de plus en plus à la boisson,. Le 2 février 1977, Rashid Hussein meurt dans l'incendie de son appartement à New-York. Son ami I.F. Stone dit de lui qu'il est mort de cette maladie qu'on appelle « mal du pays ». Selon Uri Avnery, il lui était devenu de plus en plus difficile de concilier ses racines palestiniennes avec ses amitiés israéliennes, de supporter l'écartèlement entre ces deux cultures. Le 8 février, il est enterré à Musmus, où  sa tombe est devenue un symbole du nationalisme palestinien. Beaucoup des œuvres de Hussein ont été publiées dans un volume édité  sous la direction de Kamel Ballouta sous le titre The World of Rashid Hussein: A Palestinian Poet in Exile. Un volume commémoratif des poèmes et autres œuvres littéraires de Hussein a été publié en 1980 à Shefa-'Amr. Il contient Qasa'id Filastiniyya. Un autre recueil de ses poèmes en arabe, Palestinian poems, a été publié en 1982. Dans un poème de 1977, Mahmoud Darwish, qui a rencontré Hussein au Caire, a commémoré sa mort comme la perte d'une figure charismatique capable de redonner force au peuple palestinien. Il écrit :   
« immense comme un chant du littoral, et triste  
il nous rendait visite comme une épée de pampre. Il s'en  
allait comme les conclusions d'une prière  
lorsqu'il déclamait ses poèmes au restaurant Cristo  
tout Acre se réveillait de son sommeil  
et marchait sur les eaux. »  
En 2006, la chanteuse et musicologue palestinienne (en)Reem Kelani a mis en musique l'un des poèmes de Rashid Hussein dans sa chanson Yearning. Le morceau a été publié sur son album Sprinting gazelle – Palestinian Songs from the Motherland and the Diaspora. D'après Kelani, le titre du poème de Hussein se traduit en anglais par « Thoughts and Echoes », mais elle a choisi, dit-elle, le titre de Yearning qui signifie "désir" parce qu'il reflète « son propre désir, et probablement celui de Hussein, de nous libérer de notre conscience personnelle et collective d'état de siège ».
En 1990, un prix est créé par le Centre arabe pour le patrimoine, qui porte le nom de Rashid Hussein ; il a été décerné en 1991 à (en) Qustandi Shomali.

## Art poétique et influences
L'art poétique d'Hussein est influencé par le sceptique arabe du XIe siècle al-Ma'arri et par le poète américano-libanais du XXe siècle Elia Abu Madi. Marmonstein écrit :
« Le choix de ces deux mentors est clairement significatif de l'expérience de ces Palestiniens musulmans qui se trouvèrent réduits du statut de majorité à celui de minorité. En effet le scepticisme et le pessimisme d'Abu'l-'Ala al-Ma'arri reflète une période de décadence sociale et d'anarchie politique en islam, tandis que Iliya Abu Madi, qui a émigré en 1911 aux États-Unis, représente la capacité de la littérature arabe à la fois de survivre dans un environnement non-arabe et de s'enrichir à son contact.»
Ses premières œuvres étaient écrites dans un style austère et classique, mais progressivement Hussein a introduit davantage de libertés dans son usage de la versification classique et sa poésie devint plus satirique. Dans ses textes en prose, Hussein a recours au traditionnel humour noir des juifs allemands et des Arabes syriens pendant la période ottomane pour introduire ses descriptions de la souffrance des Arabes en Israël.

## Œuvre
- Ma'a al-Fajr. Al-Hakim Press, Nazareth, 1957.
- Sawarikh. Al-Hakim Press, Nazareth, 1958.
- I am the land, do not deprive me of rain (Palestine Al-Thawra Publications, Beirut, 1976), avec une introduction du poète palestinien Izz Al-Din Al-Manasrah.
- al-A‘mal al-shi‘riyya. Haifa: Maktabat Kull Shay’, 2004.

### Étude
(en) Kamal Boullata (dir.), Mirène Ghossein. The World of Rashid Hussein, a Palestinian Poet in Exile. Detroit : Association of Arab-American University Graduates, 1979 - 208 pages.  (ISBN 093769407X)